# Bladié-Tiémala
Bladié-Tiémala è un comune rurale del Mali facente parte del circondario di Bougouni, nella regione di Sikasso.